# Ryan Coogler
Ryan Kyle Coogler, född 23 maj 1986 i Oakland, är en amerikansk filmregissör, filmproducent och manusförfattare. Cooglers första långfilm var Last Stop Fruitvale Station (2013) som blev omtalad för sin skildring av dödsskjutningen av Oscar Grant. Därefter har han regisserat och skrivit manus till filmerna Creed och Black Panther som nått stora framgångar.

## Filmografi (i urval)
- 2013 – Last Stop Fruitvale Station
- 2015 – Creed
- 2018 – Black Panther
- 2021 – Space Jam: A New Legacy
- 2022 – Black Panther: Wakanda Forever
- 2023 – Creed III